# Iulian P. Gavăt
Iulian P. Gavăt (n. 19 iulie 1900, Tâmboești, Vrancea – d. 18 iunie 1978, București) a fost un inginer și geolog român, doctor în geologie, profesor universitar, membru corespondent (1955) al Academiei Române.
Iulian Silviu Gavăt s-a născut la 19 iulie 1900, în Satul Tâmboiești, din fostul județ Râmnicu-Sărat (din anul 1968, Județul Vrancea). Conform actului de naștere, tatăl său, Petrache, era administrator de pădure și moșie, iar mama sa, Livia, casnică. Familia Gavăt, originară din părțile Brasovului, a trecut în Vechiul Regat stabilindu-se pentru o perioadă de timp la Tâmboiești. Studiile liceale le începe la Iași (1911-1916) și le continuă la Bârlad (1917-1919), în cadrul Colegiul Național „Gheorghe Roșca Codreanu” din Bârlad. La Bârlad, în aceeași perioadă, a activat ca profesor de fizică viitorul academician Ștefan Procopiu.
Ca geolog și geofizician, s-a preocupat în special de studiul geologiei zăcămintelor de petrol și gaze și de probleme de geofizică aplicată.
A desfășurat o muncă de pionierat în geofizica românească de prospecțiune. Împreună cu Toma Petre Ghițulescu, a fost autorul primei lucrări românești de prospecțiune gravimetrică, executată la 28 martie1928, pe masivul de sare din zona Călinești, comuna Florești, județul Prahova. Lucrarea a fost efectuată cu o balanță de torsiune Schweyder-Askania tip Z-40.
A făcut parte din colectivul de redacție al revistei Studii și cercetări de geologie, geofizică și geografie (care a apărut cu acest titlu în perioada 1964-1989).

## Activități extraprofesionale
A participat la Jocurile Olimpice de iarnă din 1928, de la la St. Moritz, Elveția, unde bobul de 5 persoane având ca echipaj pe Grigore Socolescu, Mircea Socolescu, Iulian Gavăt, Toma Petre Ghițulescu și Traian Nițescu a ocupat locul 7.

## Scrieri
- Iulian Gavăt. Geologia petrolului și a gazelor naturale, 304 de pagini, Editura Didactică și Pedagogică, București, 1964.
- Iulian Gavăt, Radu Botezatu și Marius Visarion. Interpretarea geologică a prospecțiunilor geofizice, 570 de pagini, Editura Academiei, 1973.